# 威氏弯线鳚
威氏弯线鳚（学名：Helcogramma williamsi），是三鳍鳚科弯线鳚属一种，分布于太平洋西部海域。模式产地为台湾屏东县恒春镇风吹砂。种小名源自美国国立自然历史博物馆史密森尼学会的杰弗里·T·威廉斯的姓氏，以纪念其对海洋鳚形目鱼类研究的出色贡献。

## 特征
模式标本雄性，体长（SL）27.5毫米。第2背鳍鳍棘ⅩⅢ；第3背鳍鳍条模式标本为11条；模式标本臀鳍鳍条为19条；侧线具22—24枚孔鳞；颏部感觉孔模式标本为5+1+5；颈部无鳞；眼眶上缘皮膜呈叶状；鼻瓣膜宽，锯齿状或掌状；第1背鳍的高度低于第2背鳍；雄性头部具有一条从上唇前端至眶前缘的黄色横纹和一条从嘴角延伸到鳃盖前的蓝白色线。